# ماري فولكيه موريسون
ماري فولكيه موريسون (بالإنجليزية Mary Foulke Morrisson، 14 نوفمبر 1879- 9 مارس 1971) في مدينة ريتشموند التابعة لمقاطعة إنديانا الأمريكية في 14 نوفمبر 1879، وكانت رائدة في حركة حقوق المرأة وعضوًا بارزًا في مجلس أمناء كلية كونيتيكت الأمريكية لمدة 28 عامًا.
تخرجت موريسون من كلية برين ماور في عام 1899، حيث درست فيها الكيمياء والبيولوجيا، وفي عام 1900 تزوجت من جيمس وليام موريسون، وهو رئيس شركة فولر موريسون، بائع أدوية بالجملة.

## حياتها المهنية
بدأت موريسون العمل المدني في عام 1904، ثم بدأت تقدم مساهمات للوصول إلى النهوض السياسي للمرأة بدءًا من عام 1905 في ريتشموند في ولاية إلينوي، وكانت واحدة من أوائل الاختصاصيين الاجتماعيين الذين عملوا مع جين آدمز في إنشاء أول دار تسوية في البلاد: هول هاوس في شيكاغو التابعة لولاية إلينوي، وساعد عملها في هول هاوس على تحسين ظروف العمل في المتاجر والمصانع.
انتقلت موريسون إلى حركة الدفاع عن حق المرأة في التصويت والاقتراع بحرية في الانتخابات، وكرست حياتها المهنية لمساعدة النساء في الحصول على حق الاقتراع.
كانت موريسون واحدةً من أوائل مناهضات الحرب في البلاد بصفتها عضوًا في اللجنة الوطنية المعنية «بأسباب الحرب وعلاجها»، وكانت هذه اللجنة أكبر مجموعة سلام نسائية أمريكية في عشرينيات القرن العشرين.
دعت حكومة الولايات المتحدة الأمريكية موريسون لتكون متحدثةً باسمها من أجل السلام في اجتماعات رفيعة المستوى في داخل البلاد وخارجها.
كان من أبرز أعمالها في السلام عندما مثلت موريسون الولايات المتحدة الأمريكية في مؤتمر عن «أسباب الحرب وعلاجها» عند توقيع ميثاق كيلوغ بريبان (ميثاق وقعت عليه 15 دولة ينص في مادته الأولى على استنكار الدول الموقعة عليه اللجوء إلى الحرب لتسوية الخلافات الدولية) في مؤتمر باريس في عام 1928.
كان هذا النمط من العمل المدني وحركة حق المرأة في الاقتراع والنشاط المناهض للحرب الذي اتبعته موريسون شائعًا بين نساء الطبقة العليا والمتوسطة، ويرتبط مباشرة بالمسؤوليات العائلية.
انتقلت موريسون إلى كونيتيكت لبدء دوري كونيتيكت للناخبات، ووجدت نفسها في موطنها عندما بدأت العمل في «كلية كونيتيكت للنساء» لتعليم الشابات، وانضمت إلى مجلس أمناء كلية كونيتيكت في عام 1937، وكانت أمينةً في المجلس من عام 1938 حتى عام 1965.
كانت أيضًا عضوًا في مجلس ولاية كونيتيكت في أوقات متباعدة، ثم انتقلت إلى مجلس رابطتي مدينتي غروتون ونيو لندن، وكانت رئيسة رابطة نيو لندن من عام 1935 إلى عام 1944.

## حياتها المهنية وحركة الدفاع عن حق المرأة في الاقتراع
بدأت موريسون عملها كرائدة في حركة الدفاع عن حق المرأة في الاقتراع من خلال العمل رسميًا مع كاري تشابمان كات التي كانت رئيسة الجمعية الأمريكية للمطالبة بحق المرأة في الاقتراع (إيه دابليو إس إيه).
عُينت مورسيون أمينة سر لجمعية حقوق المرأة في التصويت في شيكاغو من عام 1912 إلى 1915، ثم رئيسةً لها من عام 1915 إلى عام 1919.
في عام 1916 نظمت موكب الاقتراع للجمعية الوطنية الأمريكية للمطالبة بحق المرأة في الاقتراع عبر شيكاغو إلى المؤتمر الوطني الجمهوري الأول في ذلك العام حيث حصلت على أول حجر أساس لجمعية حق المرأة في الاقتراع من المنصة الوطنية للحزب الجمهوري (الحزب القديم العظيم: وهو أحد الحزبين السياسيين الرئيسيين في أمريكا مع الحزب الآخر الذي هو الحزب الديموقراطي) جي أو بّي.